# Соколи (Логойський район)
Соколи — (біл. вёска Саколы), село (веска) в складі Логойського району розташоване в Мінській області Білорусі, підпорядковане Плещеницькій сільській раді.
Село Соколи розташоване в центральних районах Білорусі, в північній частині Мінської області - орієнтовне розташування.